# MyPaint
MyPaint — вільна спеціалізована програма для цифрового живопису з використанням планшета або миші. 
MyPaint цікавий тим, що є хорошою підмогою для художників, що займаються цифровим живописом і, в ряді випадків, може скласти гідну конкуренцію загальновизнаним власницьким програмам для малювання Corel Painter і Artrage.  Програма має простий, зручний в роботі інтерфейс і не позиціонується як графічний редактор для обробки зображень.  У порівнянні з графічним редактором Gimp, MyPaint має великий набір пензлів, котрі якісно симулюють справжні художні інструменти, такі як олівець, олійні фарби, акварель, мастихін та інші.  Одна з цікавих особливостей програми — це нескінченне полотно, яке можна прокручувати і масштабувати.
Програма розповсюджується під ліцензією GPLv2, розробка ведеться на мовах Python і C++ з використанням бібліотеки GTK+.  Бінарні пакунки підготовлені для Linux, Windows і Mac OS X.

## Особливості
- MyPaint має мінімальний інтерфейс і функції виключно для малювання, відсутні такі характерні для графічних редакторів функції як виділення, масштабування або фільтри
- Основні функції використовують сполучення клавіш, наприклад збільшити (зменшити) пензель на 'F' і 'D' відповідно, приховання панелей на 'Tab' тощо
- Великий набір пензлів і їхнє налаштування, імпорт/експорт, створення і зміна пензлів і їхніх груп.  Є такі функції пензлів як розмиття, змішання кольорів, стирання тощо
- Підтримка планшета.  Власне програма і створена для роботи з ним
- Наочний вибір кольору у вигляді колірного трикутника під курсором або окремого вікна, підтримує RGB і HSV
- Безмежне полотно позбавляє від рамок і дає необмежені простори для творчості, зберігаючи тільки використану частину
- Підтримує формати OpenRaster (.ora), .png і .jpg , що дає можливість подальшої обробки в інших графічних редакторах або спільної роботи з шарами в редакторах, які підтримують OpenRaster, наприклад krita
- Початкова підтримка шарів, зміна прозорості та копіювання/вставка.
- Крос-платформність:  Програма доступна для Linux, Windows і Mac OS